# 張緯 (嘉靖進士)
張緯（1515年—？），字朝文，江西南昌府南昌縣人，民籍，明朝政治人物。

## 生平
嘉靖十九年（1540年）庚子科江西鄉試第十二名舉人。嘉靖二十年（1541年）中式辛丑科會試第七十五名，登第二甲第四十八名進士。曾官禮部精膳司郎中，改祠祭司。官至浙江提学副使。

## 家族
曾祖張頴，壽官；祖父張記，封刑部主事 贈禮部員外郎；父張欽，南京刑部郎中。母鄒氏（封安人）。具庆下。